# Iweta Rajlich
Iweta Rajlich (tên khai sinh là Radziewicz, sinh ngày 16 tháng 3 năm 1981) là 1 đại kiện tướng cờ vua nữ quốc tế người Ba Lan, cô đã từng nhiều lần vô địch Giải vô địch cờ vua nữ  Ba Lan. Cô kết hôn với Vasik Rajlich, tác giả của Rybka, vào ngày 19 tháng 8 năm 2006. Họ hiện đang sống ở Warsaw, Ba Lan.